# IC 2233
IC 2233 — галактика типу SBcd () у сузір'ї Рись.
Цей об'єкт міститься в оригінальній редакції індексного каталогу.